# 申用溉
申用漑（：／；1463年10月5日—1519年10月3日），初名白岳、字漑之、白岳、纔踰、號二樂亭、松溪、休休子、睡翁，本貫高靈申氏，朝鮮王朝中期文人、詩人和政治家。原為勳舊派，後轉向士林派。是申沔的兒子，也是政丞申叔舟的孫子。死後，諡號文景。

## 著作
- 二樂亭集

## 外部連結
- （页面存档备份，存于） [이덕일 사랑] 부자정승(父子政丞) 조선일보 2008.09.26 
- 국화와 술로 나눈 교감[永久] 
- 성애 편지(?) 조선일보 2008. 12. 04 